# Samili
Samili is een bestuurslaag in het regentschap Bima van de provincie West-Nusa Tenggara, Indonesië. Samili telt 4849 inwoners (volkstelling 2010).